# Karma Shedrup Tshering
Karma Shedrup Tshering  là một cầu thủ bóng đá người Bhutan, hiện tại thi đấu cho Thimphu City. Anh ra mắt lần đầu cho Đội tuyển bóng đá quốc gia Bhutan năm 2011. Anh cũng là một phi công cho hãng hàng không quốc gia Druk Air.

## Sự nghiệp quốc tế

### Bàn thắng quốc tế
Scores và results list Bhutan's goal tally first.
| #  | Ngày                 | Địa điểm                                     | Đối thủ | Tỉ số | Kết quả | Giải đấu                 |
| -- | -------------------- | -------------------------------------------- | ------- | ----- | ------- | ------------------------ |
| 1. | 14 tháng 11 năm 2017 | Sân vận động Changlimithang, Thimphu, Bhutan | Oman    | 1–1   | 2–4     | Vòng loại Asian Cup 2019 |